# Canal du Nord
Het Canal du Nord (letterlijk: Kanaal van het Noorden) is een kanaal in Frankrijk dat de vallei van de Oise verbindt met het Kanaal Duinkerke-Schelde.
Het bevat twee hoge secties die respectievelijk vanuit de Oise en de Aisne met pompen bijgevuld worden. Nabij Épénancourt wordt er ook uit de Somme water overgeheveld.

## Traject

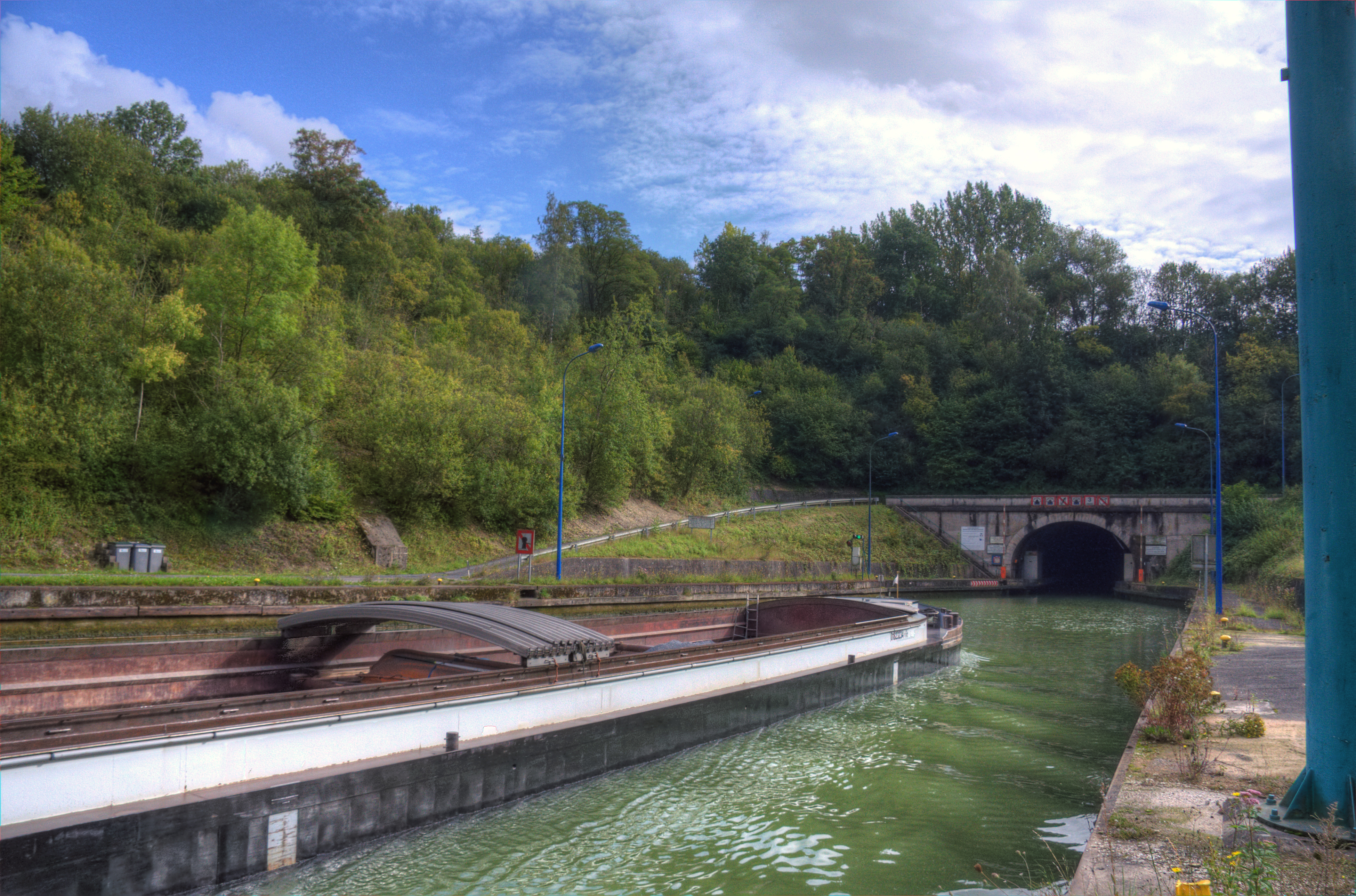
Tunnel van Ruyaulcourt-noordzijde

Het kanaal sluit aan op het Kanaal Duinkerke-Schelde aan de binnenhaven van Arleux en verbindt die met het Canal latéral à l'Oise te Pont-l'Évêque. Over de 95 km zijn er 19 sluizen en twee bovensecties:
- Tunnel van Ruyalcourt: deze wordt bereikt vanuit Arleux na een hoogteverschil van 40 m over zeven sluizen.
- afdaling naar de Somme: 28 m hoogteverschil over vijf sluizen.
- sectie van 20 km gemeenschappelijk met het Sommekanaal
- stijging van 13 m vanaf de Sommevallei met drie sluizen naar:
- Tunnel de la Panneterie: 1,1 km
- afdaling naar de Oise: 22 m over vier sluizen

## Geschiedenis
Twintig jaar na het plan Freycinet werd het kanaal voorgesteld om over een groter gabariet dan het Kanaal van Saint-Quentin te kunnen beschikken. De bouw werd aangevat in 1913 maar onderbroken door de twee wereldoorlogen en de economische problemen van het interbellum. Het kanaal werd uiteindelijk pas in 1965 geopend.

## Gemeenten

### Noorderdepartement

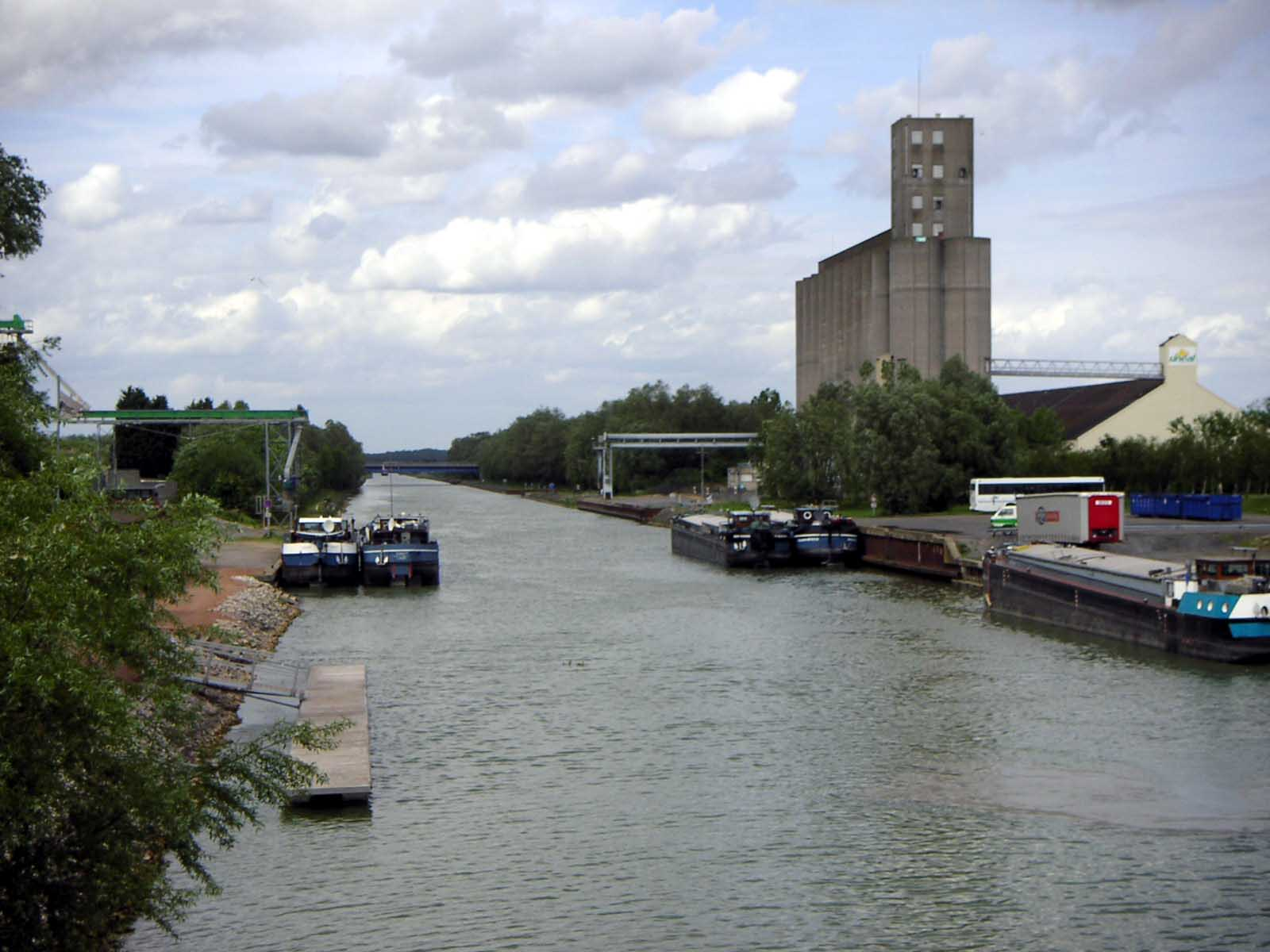
Haven van Marquion op het Canal du Nord

Arleux

### Pas-de-Calais
Palluel, Sauchy-Cauchy, Marquion, Sains-lès-Marquion

### Noorderdepartement
Mœuvres

### Pas-de-Calais
Hermies, Ruyaulcourt, Ytres

### Somme
Étricourt-Manancourt, Moislains, Allaines, gehucht Halles van Péronne, Épénancourt, Pargny, Béthencourt-sur-Somme (Sommekanaal), Rouy-le-Grand, Rouy-le-Petit, Quiquery bij de Nesle, Breuil, Buverchy

### Oise
Libermont, Campagne, Catigny, Noyon, Pont-l'Évêque